# Leen Pot
Leendert Pot (Zierikzee, 8 juli 1910 - Wassenaar, 16 november 2001) was een Nederlander, die tijdens de Tweede Wereldoorlog in het verzet zat en nadien voor het Bureau Nationale Veiligheid (BNV) en de Centrale Veiligheidsdienst (CVD) werkte.

## Verzetswerk
Pot richtte in 1942 samen met Kees Dutilh de Groep E op, een voorloper van Groep Kees. Begin 1942 ontmoette hij Ernest van Panhuys op het station van Zutphen. De Delftse student Pot rekruteerde Van Panhuys - overigens een achterneef van Ernst de Jonge en clubgenoot van Louis d'Aulnis - die hij allen kende van het Leidsch Studentencorps. Van Panhuys werd verantwoordelijk gemaakt voor de regio Utrecht, daarna volgde hij de leider van het verzet in Oost-Nederland op nadat deze in het najaar van 1944 door de bezetter was geëxecuteerd.

### Verraad
De groep werd geïnfiltreerd door Anton van der Waals, die steeds weer Engelse sigaretten had. Pot heeft hem daardoor nooit vertrouwd. Hij waarschuwde Londen, maar men sloeg zijn waarschuwing in de wind. Ook aan de waarschuwingen van de chauffeur van Joseph Schreieder over zijn baas werd geen geloof gehecht.

### Vertrek
Nadat Allard Oosterhuis al een paar mensen had geholpen om in Delfzijl bij een vrachtschip aan te monsteren en het land te verlaten, besloot hij eind mei 1943 in het vervolg mensen in groepjes van vier of vijf aan boord te helpen. De eerste groep mannen ging met de Hollandia mee en bestond uit Leen Pot, Charles van Houten, W. Lindenburg, Pieter Theophilus Six en Hendrik Lodewijk van der Wyck. Daarna werd Oosterhuis verraden, dus zij waren meteen de laatste groep prominente verzetsmannen die deze tocht maakte. Ze kwamen behouden in Zweden aan. Pot en Van Panhuys werden verbindingsofficieren tussen het Bureau Inlichtingen (BI), de Nederlandse regering in Londen, het Bureau Bijzondere Opdrachten (BBO), de Britse Special Operations Executive (SOE) en de Britse Secret Intelligence Service (SIS).

## Na de oorlog
Na de oorlog trouwde Pot met Martha Kolff-Molkenboer, de weduwe van Cornelis Kolff die in 1941 op zee was verdwenen tijdens zijn oversteek vanuit Castricum naar Engeland.
Pot ging werken bij het Bureau Nationale Veiligheid (BNV), waar hij hoofd van Bureau C werd, dat verantwoordelijk was voor contraspionage, een taak die hij vrijwel van de grond af aan moest opbouwen. Samen met Piet Gerbrands en Tjerk Noyon kreeg hij in 1946 een training bij de Britse veiligheidsdienst MI5. Pot zette zijn werk voort bij de Centrale Veiligheidsdienst (CVD), waar hij in 1949 vertrok.

## Onderscheidingen

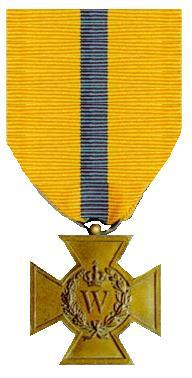
Bronzen Kruis op 2 januari 1950
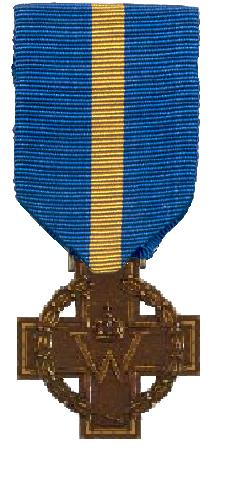
Kruis van Verdienste op 4 mei 1944
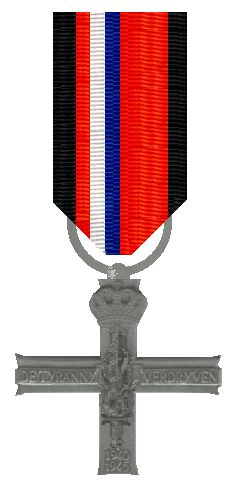
Verzetsherdenkingskruis
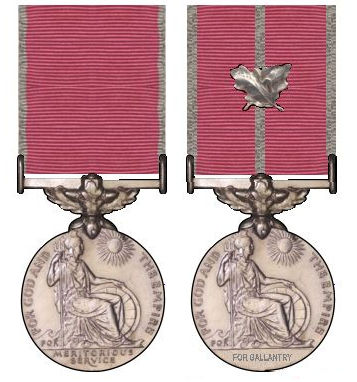
Lid in de Orde van het Britse Rijk
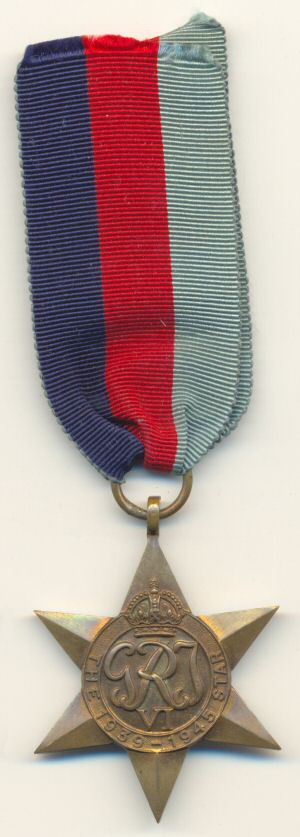
1939-1945 Ster
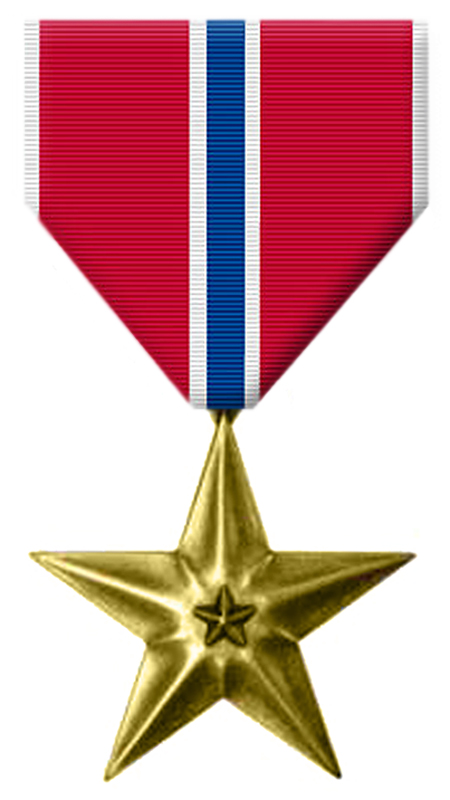
Bronze Star